# Louis Bodélio
Louis Bodélio, né en Inde en 1799, mort à Lorient en 1887, est un médecin français connu par ses observations et sa lutte contre les épidémies, notamment de choléra et de syphilis, ainsi que par son souci des pauvres.

## Biographie
Fils de Hyacinthe Bodélio, chirurgien-major à bord du Chandernagor, Louis Bodélio naît à Calcutta le 15 décembre 1799,.
Louis Bodélio commence par être chirurgien de marine comme son père, puis il est reçu docteur en médecine à Paris en 1831. Sa thèse porte sur les Plaies pénétrantes de l'abdomen et du tube intestinal. 
Il choisit ensuite d'aller à Lorient. Peu après son installation, il lutte contre une épidémie de choléra en 1832, puis contre une autre en 1834. Il exerce jour et nuit, gagne l'estime de la population et parvient à rassurer les habitants « en n'hésitant pas à se coucher dans le lit des cholériques... pour rassurer les épouvantés ».
Une nouvelle épidémie survient en 1848. Sa conduite lui vaut la Légion d'honneur. Il publie de nombreux rapports sur les épidémies dans la région. En 1867, un de ses rapports est considéré comme « le plus important » des documents à l'appui d'observations faites par deux médecins sur une épidémie de syphilis à Auray et Granchamp, qu'il confirme « de la manière la plus éclatante » ; les parties essentielles de son rapport sont lues en séance de l'Académie de médecine.
Par ailleurs, il prend sur sa bourse déjà bien légère pour aider les démunis. Philosophiquement, il est considéré comme un « idéaliste démocrate, chrétien éloigné de toute pratique ».
Il meurt à Lorient le 28 décembre 1887. 
C'est à sa mort que sa popularité se mesure pleinement. Le conseil municipal se réunit le jour même du décès, proclame à l'unanimité un deuil public, décide de se rendre en corps aux obsèques du médecin et de donner son nom à la rue où il habitait. Un monument funéraire lui est élevé par une souscription de 1 800 cotisants ; ses restes y sont déposés en 1889,,. Le buste de Bodélio, dû au sculpteur Auguste Nayel, est placé en 1898 dans un square qui porte son nom,. Le nouvel hôpital de Lorient prend aussi son nom, en 1906.

## Honneurs

### Distinctions
- Chevalier de la Légion d'honneur[8].

### Hommages

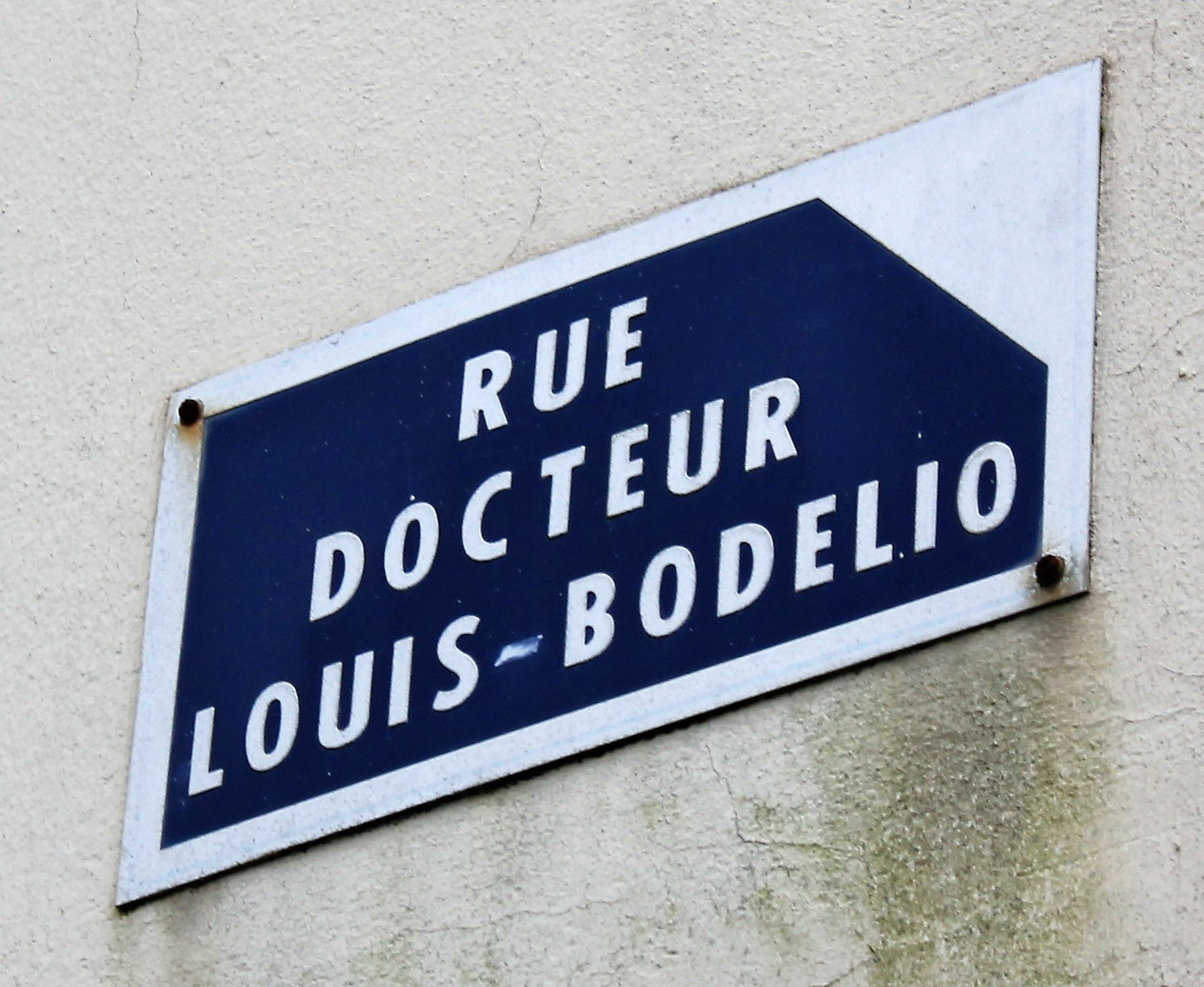
Une rue porte son nom à Lorient.

- Un monument funéraire lui est élevé par souscription.
- Son nom est donné à l'hôpital Bodélio, à Lorient.
- Portent également son nom la rue Bodélio (ou rue Louis Bodélio) et le square Bodélio, eux aussi à Lorient, ainsi que la rue Louis Bodélio à Plourin-lès-Morlaix dans le Finistère, à proximité immédiate du Centre hospitalier du Pays de Morlaix.